# Čagona

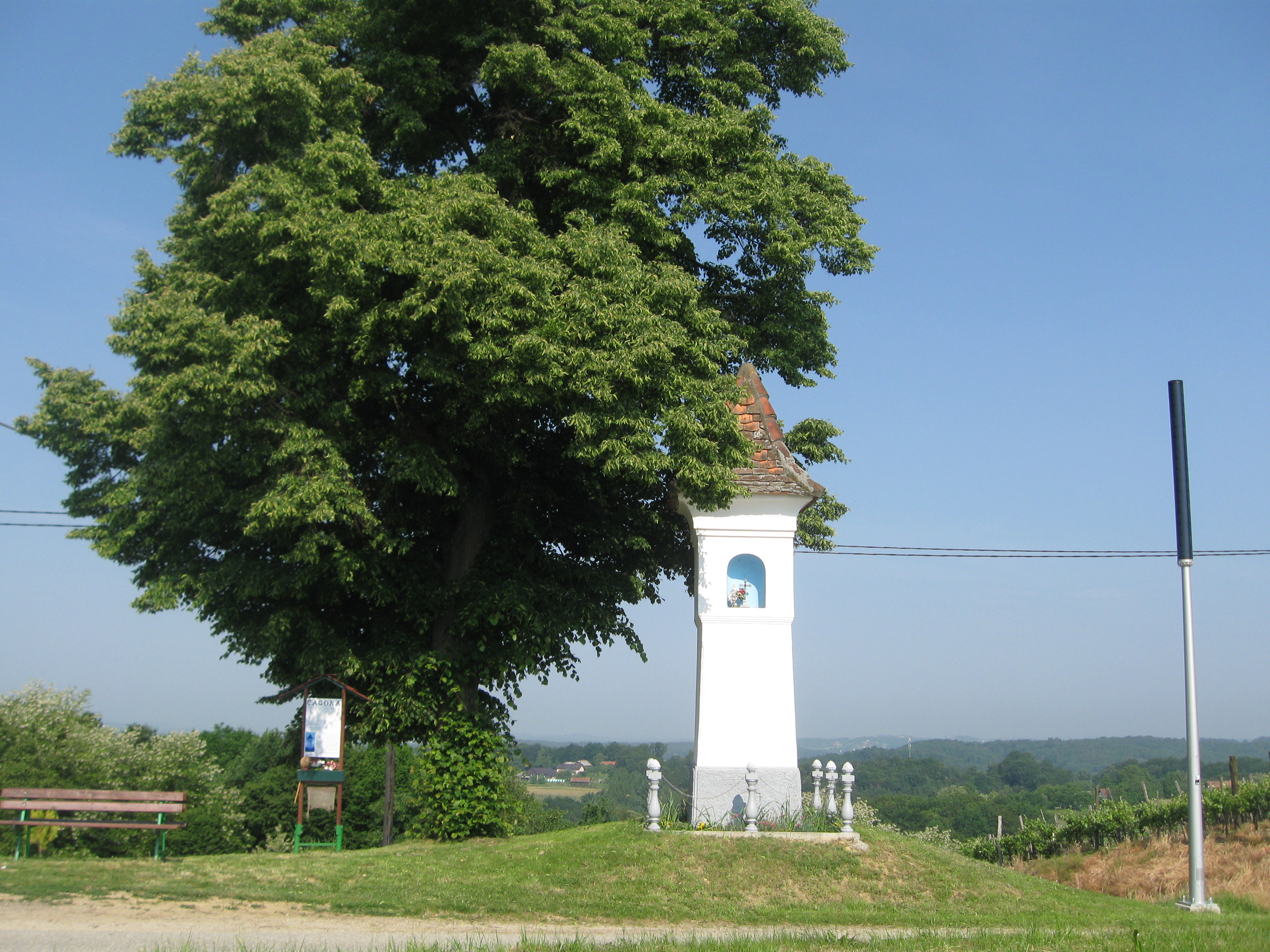
Colunas de Praga em Čagona

Čagona ([ˈtʃaːɡɔna], em alemão:  Tschaga) é um assentamento no município de Cerkvenjak no nordeste da Eslovênia. Situa-se na orla das colinas eslovenas (em esloveno:  Slovenske gorice) e parcialmente no vale de Pesnica. A área faz parte da tradicional região da Estíria e agora está incluída na Região Estatística de Drava.